# روبرت إي. بيرسون
روبرت إي. بيرسون (بالإنجليزية: Robert E. Pearson)‏ هو فنان ومخرج أمريكي، ولد في 31 يناير 1928 في كونكورديا في الولايات المتحدة، وتوفي في 4 يوليو 2009 في كلاي سنتر في الولايات المتحدة.

## وصلات خارجية
- روبرت إي. بيرسون على موقع IMDb (الإنجليزية)
- روبرت إي. بيرسون على موقع أول موفي (الإنجليزية)
- روبرت إي. بيرسون على موقع قاعدة بيانات الفيلم (الإنجليزية)
- روبرت إي. بيرسون على موقع كينوبويسك (الروسية)